# Scholastes sexvittatus
Scholastes sexvittatus är en tvåvingeart som först beskrevs av Walker 1861.  Scholastes sexvittatus ingår i släktet Scholastes och familjen bredmunsflugor. Inga underarter finns listade i Catalogue of Life.